# 祁答院町上手
祁答院町上手（けどういんちょうかみで）は、鹿児島県薩摩川内市の大字。旧薩摩国南伊佐郡大村郷上手村、薩摩郡大村大字上手、薩摩郡祁答院町上手。郵便番号は895-1503。人口は701人、世帯数は271世帯（2020年10月1日現在）。

## 地理
薩摩川内市の東部に所在しており、川内川支流久富木川上流域に位置している。字域の北方から東方にかけては祁答院町黒木、東方は姶良市蒲生町漆、南方は姶良市蒲生町西浦、南方から西方にかけては祁答院町藺牟田、西方は祁答院町下手にそれぞれ接している。
字域の中央部を鹿児島県道396号薩摩祁答院線が南北に通っており、鹿児島県道391号下手山田帖佐線が東西に通っている。県道391号と県道396号は中央部に所在する薩摩川内市立上手小学校前で100m程重複した後各方面へ分岐する。
第二次世界大戦前は明治28年に字植村の灌漑溝中にて発見した稲を育成し普及した「大村糯」と呼ばれるもち米が多く生産されていた。

### 河川
- 川内川水系久富木川

## 歴史

### 近世の上手
上手という地名は江戸期より見え、薩摩国伊佐郡大村郷のうちであった。江戸初期には下手村（現在の祁答院町下手）と共に、大村とされている資料もあり、「元禄郷帳」や「天保郷帳」では大村となっている。「旧高旧領」では1,842石余であった。

### 町村制施行以後
1889年（明治22年）に町村制が施行されたのに伴い、大村郷の区域より大村が成立し、江戸期の上手村は大村の大字「上手」となった。1955年（昭和30年）には大村が藺牟田村、黒木村と合併し祁答院町の大字となった。
2004年（平成16年）に祁答院町が川内市、東郷町、入来町、樋脇町、里村、上甑村、下甑村、鹿島村と共に新設合併し薩摩川内市が成立し、薩摩川内市の大字「祁答院町上手」となった。

## 人口
以下の表は国勢調査による小地域集計が開始された1995年以降の人口の推移である。
| 年                 | 人口  |
| ------------------ | ----- |
| 1995年（平成7年）  | 1,023 |
| 2000年（平成12年） | 947   |
| 2005年（平成17年） | 883   |
| 2010年（平成22年） | 811   |
| 2015年（平成27年） | 781   |
| 2020年（令和2年）  | 701   |

## 施設

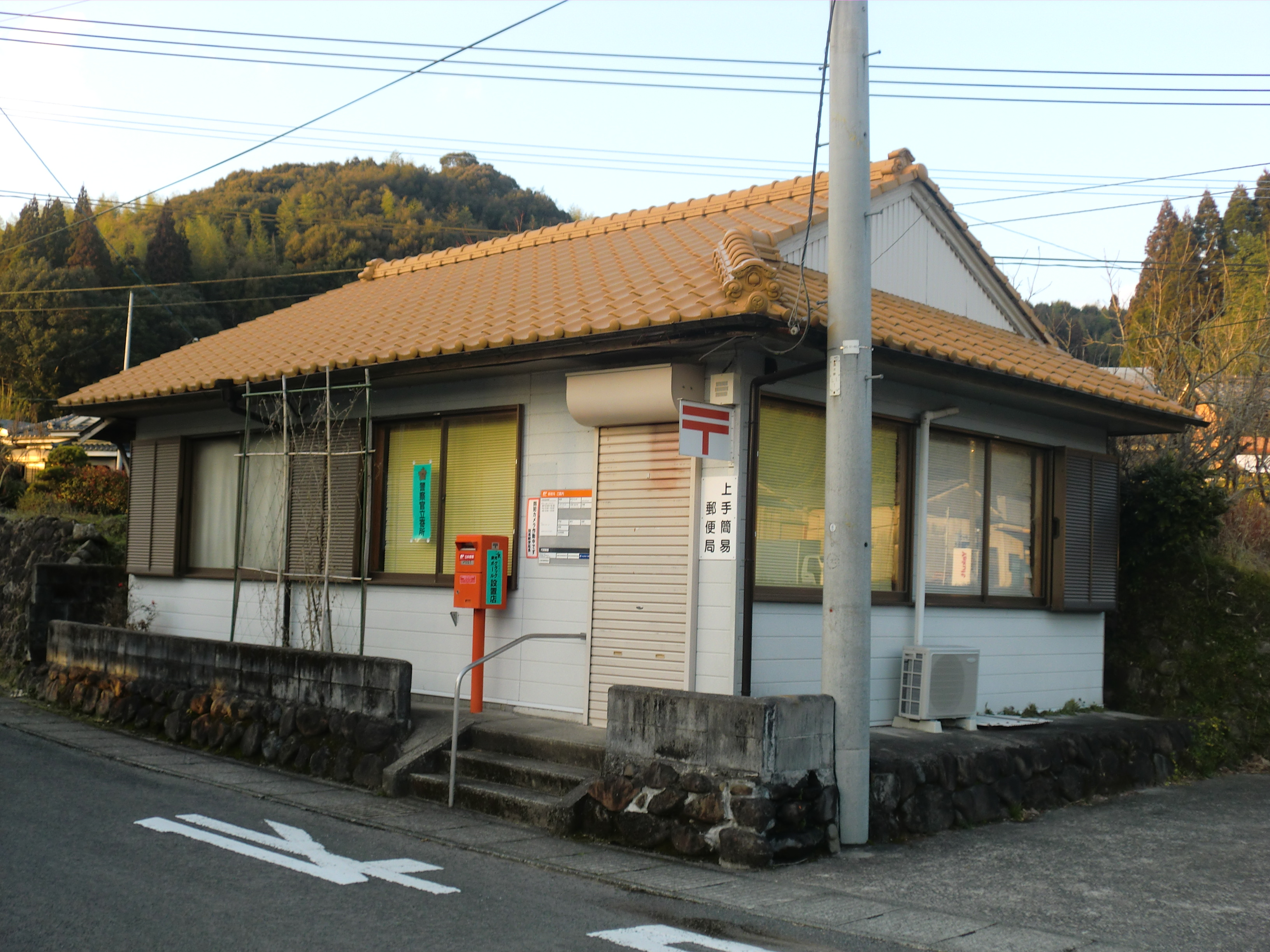
上手簡易郵便局

### 公共
- 薩摩川内市上手農業研修センター
- 薩摩川内市祁答院グラウンド

### 教育
- 薩摩川内市立上手小学校

### 郵便局
- 上手簡易郵便局

### 寺社
- 荒下神社
- 俊護寺

## 小・中学校の学区
市立小・中学校の学区（校区）は以下の通りである。
| 大字         | 番地または小字         | 小学校                 | 中学校                   |
| ------------ | ---------------------- | ---------------------- | ------------------------ |
| 祁答院町上手 | 字坂及び小牧を除く全域 | 薩摩川内市立上手小学校 | 薩摩川内市立祁答院中学校 |
| 祁答院町上手 | 字坂及び小牧           | 薩摩川内市立大軣小学校 | 薩摩川内市立祁答院中学校 |

## 交通

### 道路
一般県道
- 鹿児島県道391号下手山田帖佐線
- 鹿児島県道396号薩摩祁答院線